# Adolf Opderbecke
Adolf Opderbecke (* 6. Juni 1857 in Düsseldorf; † 14. Juni 1922 in Münster; vollständiger Name: Eduard Gustav Adolf Opderbecke) war ein deutscher Architekt, Fachschullehrer und Fachbuchautor.

## Leben und Wirken
Nach dem Besuch der Realschule in Essen studierte Opderbecke 1875–1878 und 1880–1881 Architektur an der Polytechnischen Schule Hannover (ab 1879: Technische Hochschule Hannover) und war dort Schüler u. a. von Conrad Wilhelm Hase.
Anschließend war er Lehrer an der (herzoglichen) Baugewerbe- und Handwerkerschule Gotha und als praktischer Architekt zeitweise assoziiert mit seinem Lehrerkollegen Julius Krusewitz im Architekturbüro Opderbecke & Krusewitz. Seit den 1890er Jahren wirkte Opderbecke an verschiedenen Gewerbeschulen und Baugewerkschulen: um 1894 als Lehrer an der Baugewerkschule Höxter, um 1895 als Lehrer und stellvertretender Direktor der (königlich preußischen) Baugewerkschule Buxtehude, ab 1895 als Oberlehrer an der (königlich preußischen) Baugewerkschule Kassel (ab 1898 mit dem Titel Professor), 1900–1906 als Direktor der (herzoglich anhaltischen) Bauschule Zerbst, 1906–1912 als Direktor der Gewerbeschule und Gewerblichen Fortbildungsschule Thorn, ab 1912 als Direktor der (königlich preußischen) Baugewerkschule Stettin und schließlich ab 1920 als Direktor der (preußischen) Baugewerkschule Münster. In einem Nachruf wurde Adolf Opderbecke „als einer eifrigsten und erfolgreichsten Förderer der technischen Schulwesens“ gewürdigt.
Das gesamte Wirken Opderbeckes ist bis auf eine lexikalische Zusammenfassung durch Reinhard Glaß bisher nicht umfangreich erforscht worden. Einige von ihm entworfene Gebäude (teilweise in Zusammenarbeit mit Hans Issel) sind in Gotha, Friedrichroda und Zerbst erhalten. Lange nachwirkende Bedeutung erlangte Adolf Opderbecke seit den 1890er Jahren als Fachbuchautor vor allem von Bänden in der „zum Gebrauche für Studierende und ausführende Bautechniker“ von Hans Issel herausgegebenen Reihe „Das Handbuch des Bautechnikers“. Die Bände sind reich bebildert und wurden mehrfach erweitert neu aufgelegt. Sie bilden heute auch eine bautechnikgeschichtliche Grundlage zum baukonstruktiven Verständnis und für die Instandsetzung von Bauwerken des Historismus, was zahlreiche bis ins 21. Jahrhundert erschienene Nachdrucke belegen.

## Schriften (Auswahl)
- Die Bauformen des Mittelalters in Sandstein. Bernhard Friedrich Voigt, Weimar 1882. (Digitalisat, Google Books)
- Die darstellende Geometrie, bearbeitet für den Unterricht an technischen Fachschulen sowie für den Selbstunterricht. Verlag von  Otto Buchholtz’ Buchhandlung, Höxter 1892. (Digitalisat der 2. Auflage von 1905)
- Das Handbuch des Bautechnikers. Band 1: Der Zimmermann, umfassend: Die Verbindungen der Hölzer untereinander, Fachwerkwände, Balkenlagen, Dächer einschließlich Schiftungen, die Dachgauben, die Baugerüste und die Grundstückeinfriedungen (Umwehrungen). Bernhard Friedrich Voigt, Leipzig 1899. (Digitalisat der 6. Auflage von 1921)
- Das Handbuch des Bautechnikers. Band 2: Der Maurer, umfassend: Die Gebäudemauern, Decken, Fußböden, die Putz- und Fugarbeiten. Bernhard Friedrich Voigt, Leipzig 1899. (Digitalisat der 2. Auflage von 1900)
- Das Handbuch des Bautechnikers. Band 3: Die Bauformenlehre, umfassend: den Backsteinbau und den Werksteinbau für mittelalterliche und Renaissance-Formen. Bernhard Friedrich Voigt, Leipzig 1899. (Digitalisat der 2. Auflage von 1903)
- Das Handbuch des Bautechnikers. Band 4: Der innere Ausbau. Leipzig 1899.
- Das Handbuch des Bautechnikers. Band 6: Die allgemeine Baukunde. Leipzig 1899.
- Das Handbuch des Bautechnikers. Band 10: Der Dachdecker und Bauklempner (...). Bernhard Fiedrich Voigt, Leipzig 1899. (Digitalisat der Auflage von 1907)
- Das Handbuch des Bautechnikers. Band 14: Das Veranschlagen im Hochbau (...). Bernhard Fiedrich Voigt, Leipzig 1899. (Digitalisat der Auflage von 1914)
- Das Handbuch des Bautechnikers. Band 15: Der Steinmetz. Leipzig 1899.
- Der Holzbau, für den Schulgebrauch und die Baupraxis. Hartleben, Wien 1909. (Digitalisat unter dem Titel Das Holzbau-Buch bei Google Books)